# José Antonio Binaburo Iturbide
José Antonio Binaburo Iturbide nace en Fuendetodos (Zaragoza), el 12 de marzo de 1951. Es licenciado en Filosofía por la Universidad de Barcelona y Doctor en Filosofía por la Universidad de Deusto (Bilbao). Es Licenciado en Teología Civil y Diplomado en Psicología por la Universidad del País Vasco.

## Actividades académicas
El profesor Binaburo es catedrático de Enseñanza Secundaria. Ha sido profesor de Filosofía en el IES Basauri de Vizcaya desde 1974 a 1999 y del IES Cánovas del Castillo de Málaga desde el 1999 al 2002, profesor de Didáctica de la Filosofía en el ICE de la Universidad de Deusto desde el 1993 al 2004.
Ha colaborado con la Universidad Complutense de Madrid en los cursos de Formación del Profesorado para la introducción de la asignatura de Ciencia, Tecnología y Sociedad en los nuevos Bachilleratos.
Como miembro de la Junta de Gobierno del Colegio de Doctores y Licenciados de Bizkaia, ha programado y dirigido cursos de formación del profesorado en colaboración con el Departamento de Educación, Universidades e Investigación del Gobierno Vasco, la Universidad Pública, la Universidad de Deusto y la Fundación BBV desde 1991.
Participa asimismo en cursos de doctorado y de Didáctica de la Filosofía, Ética y Ciencia, Tecnología y Sociedad con la Universidad de Deusto, la Universidad Complutense de Madrid y la Universidad Internacional Menéndez y Pelayo en Valencia y Santander. Además imparte cursos de Formación del Profesorado en diversas comunidades autónomas para la didáctica del área de las Ciencias Sociales.
En la actualidad, es profesor en el Máster Interuniversitario en Cultura de Paz, Conflictos, Educación y Derechos Humanos (Universidad de Cádiz, Universidad de Granada, Universidad de Málaga y Universidad de Córdoba).

## Obra
José Antonio es autor del Diseño Curricular Base (DCB) de la asignatura de Filosofía, y del DCB de SOCIEDAD, CULTURA Y RELIGIÓN para la Comunidad Autónoma del País Vasco. Ha elaborado el "Programa de Formación en Centros" para la Integración de la Educación en Valores y los "Temas Transversales en los Proyectos de Centros" en Educación Secundaria, para la Comunidad Autónoma de Andalucía.
Fue asesor de la Consejería de Educación del Gobierno Vasco para la implantación de la Filosofía en los Bachilleratos de la Reforma y del Ministerio de Educación de Colombiay el CISP (Comitato Internazionale per lo Sviluppo dei Popolo), organismo dependiente de la UE, en el tema de la cohesión social en Sudamérica.
Ha sido miembro del Gabinete de Educación para la Cultura de Paz y Asesoramiento sobre la Convivencia Escolar de la Delegación Provincial de Educación en Málaga desde el 2002 al 2007.
Ha sido impulsor y coordinador de la Red: Escuela Espacio de Paz de la Junta de Andalucía hasta 2010 y desde 2010 ha coordinado el Equipo de Valores de la Delegación Provincial de Educación de Málaga.
Ha publicado numerosos libros y artículos relacionados con el ámbito de la Filosofía, las Ciencias Sociales, Humanidades y la Cultura de Paz.
Colabora y es miembro de La Fundación Cultura de Paz, que preside Federico Mayor Zaragoza.
En la actualidad, prepara la Cátedra Unesco para la Educación de Paz en la Universidad de Málaga (UMA).

## Premios y reconocimientos
Ha sido galardonado con el Premio a la Convivencia "Martín de Aldehuela" junto al Defensor del Pueblo Andaluz, José Chamizo, en el año 2011. En 2010, recibe el premio de la CODAPA, (Confederación Democrática de Asociaciones de Padres de Alumnos de Andalucía por la Enseñanza Pública) y ha recibido el homenaje de la UMA, Universidad de Málaga y la Delegación Provincial de Educación de Málaga

### Libros
- Guía de Recursos didácticos de Filosofía. Colección "Guía de Recursos Didácticos"-Bachillerato. Edición: DEPARTAMENTO DE EDUCACIÓN, UNIVERSIDADES E INVESTIGACIÓN del GOBIERNO VASCO. Edita: DIRECCIÓN DE RENOVACIÓN PEDAGÓGICA. (ISBN: 84-89845-05-0).

- “Educar desde el conflicto. Guia para la mediación escolar”. Barcelona, Consejería de Educación de la Junta de Andalucía y CEAC-Planeta, 2006 (ISBN: 978-84-329-1783-7). B. Muñoz, responsable del capítulo V. El resto de la obra corresponde a J.A. Binaburo.

- Pensando en la violencia. Desde W. Benjamin, H. Arendt, R. Girard y Paul Ricoeur, Bilbao, Los Libros de la Catarata, 1994 (ISBN: 84-87567-88-6).

- "Cómo elaborar unidades didácticas", en AA.VV.: Cuadernos de Filosofía Moral, Madrid, Fundación CIVES y Ministerio de Educación y Ciencia (MEC), 1995 (ISBN: 84-6º53439-1)."

- Colaboración en el Diccionario de las Religiones", en P. RODRÍGUEZ SANTIDRIAN, Madrid, Alianza Editorial, 1989 (ISBN: 84-206-0373-2).

- "La democracia" (Unidad Didáctica), en AA.VV., Cuadernos de Filosofía Moral, Madrid, Fundación CIVES y Ministerio de Educación y Ciencia, 1993. (ISBN: 84-604-7405-4).

- La construcción del conocimiento. Recursos Didácticos para la Elaboración de Unidades Didácticas en Ciencias Sociales, Bilbao, ICE de la Universidad de Deusto. (Propuesta de Publicación Aprobada).

- "Hermenéutica Simbologista", en DICCIONARIO DE HERMENÉUTICA, Dirigido por A. ORTIZ-OSÉS y P. LANCEROS, Universidad de Deusto (Próxima aparición del segundo volumen).

- “Maestros, de conductores a copilotos”. Capítulo I: La educación en valores: Métodos, estrategias y evaluación. BINABURO, J.A. Jornadas Educativas-FERE. Madrid, ed. S. Pío XI, 2000.

- “ La enseñanza de la filosofía”. Madrid, ed. Santillana, 1999 (ISBN: M.22.221-1999).

### Revistas
- "Para una Ontología de la Comprensión", en Actas del Primer Congreso Internacional de Ontología; Departamento de Filosofía de la Universidad Autónoma de Barcelona (Bellaterra), 1994, pp. 473.478.

- "Prospectiva de la Filosofía y de la Educación", Revista PAIDEIA (Madrid), julio-septiembre de 1991, pp. 105-119. Publicación de la Sociedad Española de Profesores de Filosofía. (ISBN: 0214-7300).

- "El mito como paradigma de saber sapiencial". (Aproximación al mito como símbolo y metáfora colectiva que garantiza la permanencia de la memoria del hombre y su mundo). Revista LETRAS DE DEUSTO (Bilbao), enero-febrero de 1993, pp. 25-36. Publicación Universidad de Deusto. (ISSN: 0210-3516).

- "La Ética" (La vida moral y la reflexión ética en la Educación Secundaria Obligatoria), Revista COLEGIO DE DOCTORES Y LICENCIADOS (Bilbao), junio de 1996, pp. 15-25. (ISBN: 1132-7987).

- "La reconstrucción simbólica de la realidad" (La polisemia del símbolo: Ricueur, Freud, Jung), Revista ANTHROPOS (Caracas-Venezuela), enero-junio de 1991, pp. 63-74 (Depósito Legal pp. 80-0131).

- "La crisis filosófica y religiosa de los Krausistas españoles", Revista COLEGIO DE DOCTORES Y LICENCIADOS (Bilbao), enero de 1992, pp. 8-12. (ISBN 1132-9787).

- "Diseño de hermenéutica simbologista", Revista PAIDEIA (Madrid), octubre-diciembre de 1992, pp. 21-30. Publicación de la Sociedad Española de Profesores de Filosofía. (ISBN: 0214-7300).

- "El abordaje del símbolo desde la Filosofía", Revista LETRAS DE DEUSTO (Bilbao), enero-marzo de 1994, pp. 23-40. Publicación de la Universidad de Deusto.(ISSN: 0210-3516).

- "Ciencia, Tecnología y Sociedad", Revista COLEGIO DE DOCTORES Y LICENCIADOS (Bilbao), de marzo de 1994, pp. 18-24. (ISBN: 1132-7987).

- "Propuesta de Diseño Curricular Básico de Filosofía", Revista PAIDEIA (Madrid), octubre-diciembre de 1990, pp. 149-167. Publicación de la Sociedad Española de Profesores de Filosofía. (ISBN: 0214-7300).

- '"La introducción del vídeo como recurso didáctico". (Esquema para la realización de actividades audiovisuales), Revista COLEGIO DE DOCTORES Y LICENCIADOS(Bilbao), Mayo 1994, pp. 15-18. (ISBN: 1132-7987).

- "La mito-hermenéutica", Revista PAIDEIA (Madrid), abril-junio de 1993, pp. 225-235. Publicación de la Sociedad Española de Profesores de Filosofía. (ISBN 0214-7300).

- "Constructivismo y Filosofía", Revista COLEGIO DE DOCTORES Y LICENCIADOS (Bilbao), septiembre de 1993, pp. 9-12. (ISBN 1132-7987).

- "Símbolo y Hermenéutica". (Las nuevas categorías ontológicas de la Filosofía de P. Ricoeur), Revista PAIDEIA (Madrid), enero-marzo de 1994, pp. 103-119. Publicación de la Sociedad Española de Profesores de Filosofía. (ISBN: 0214-7300).

- "Actualización Didáctica y D.C.B." (Formación del Profesorado), Revista COLEGIO DE DOCTORES Y LICENCIADOS (Bilbao), diciembre de 1992, pp. 25-26. (ISBN: 1132-7987).

- "La metáfora: innovación semántica y mediación ontológica", Revista LETRAS DE DEUSTO (Bilbao), abril-junio de 1996, pp. 209-216. Publicación de la Universidad de Deusto (ISSN: 0210-3516).

- "Lectura antropológica de la cultura vasca", Revista COLEGIO DE DOCTORES Y LICENCIADOS (Bilbao), diciembre de 1981, pp. 11-12. (ISBN: 1132-7987).

- '"La Ética en la ESO: ¿Currículum específico y/o transversalidad", Revista COLEGIO DE DOCTORES Y LICENCIADOS(Bilbao), junio de 1993, pp. 14-20. (ISBN: 1132-7987).

- "P. Ricoeur", (Número monográfico sobre la Filosofía de P. Ricoeur organizado y dirigido por Binaburo, J.A. y Maceiras, M.), Revista PAIDEIA (Madrid). Publicación de la Sociedad Española de Profesores de Filosofía. (ISBN: 0214-7300).

- "La Filosofía o la necesidad ecológica de preservarla", Revista STAFF (Buenos Aires-Argentina), abril de 1997. Publicación de la Asociación Argentina de Profesores de Filosofía / Instituto de Filosofía de la Facultad de Filosofía y Letras de la Universidad de Buenos Aires. (P. Jurídica Resolución I.G.J. Nº 387).

- "Sociedad, Cultura y Religión", Revista DIÁLOGO FILOSÓFICO (Madrid), Sept/Diciembre, 1997, pp. 335-351. (ISSN: 0213-1196).

- "Cómo elaborar la programación de la Filosofía", Revista AGORA (Bilbao), diciembre de 1997, pp. 24-34. (ISSN: 1138-3461).

- "La práctica de la evaluación en Filosofía", Revista AGORA (Bilbao), septiembre de 1998, (ISSN: 1138-3461).

- "La ontología hermenéutica en el horizonte lingüístico", Revista DIÁLOGO FILOSÓFICO (Madrid), enero-abril de 1992, pp. 30-40. (ISSN: 0213-1196).

- “La dimensione morale dell’educacione’. Comunicación leída en el Congreso de “FILOSOFÍA Y ENSEÑANZA DE LA FILOSOFÍA Y DE LA ÉTICA EN ITALIA, PORTUGAL Y ESPAÑA”. Reggio Emilia (Italia), 22-24 de octubre de 1998.

- “Valores de la ciudadanía activa”, Revista TRIVIUM (Barcelona), febrero de 2004. Revista del Consejo de Colegios de Doctores y Licenciados.

- “A educación en valores”, Revista SANDIÑA (Santiago), diciembre de 2005. Revista de temas transversales del currículo de la Conselleria de Educación e Ordenación Universitaria de la Junta de Galicia.

### Artículos de opinión
"Recuerdos Goyescos", en PÉRGOLA Publicación del Ayuntamiento de Bilbao</ref> mayo de 1997.</ref>
"Los Símbolos dan que hablar", en EL CORREO (periódico diario), septiembre de 1991.
"Formación del Profesorado"en HOJA INFORMATIVA (publicación del Colegio Profesional de la Educación). Marzo 1996.
"¿Qué pretende la Reforma Educativa?", en GALEA (Publicación Logoprint del Ayuntamiento de Getxo). Junio 1996.
"A vueltas con la religión",", en EL CORREO (Periódico diario). 3 de noviembre de 1996.
"La ética hace novillos", en EL CORREO (Periódico diario). 11 de julio de 1997.
"Adagio para las humanidades", en EL CORREO (Periódico diario). 15 de noviembre de 1997.
"Adagio para las humanidades", en EL NORTE DE CASTILLA (Periódico diario). 15 de noviembre de 1997.
“La Filosofía, necesidad ecológica”, en EL CORREO EL CORREO (Periódico diario). 15 de julio de 1991.
“Apostamos por la Paz”, en DIARIO SUR (Periódico diario). 30 de enero de 2003.
“Aprender a convivir”, en DIARIO SUR (Periódico diario). 30 de enero de 2004.
“La educación nos hace ciudadanos”, en DIARIO SUR (Periódico diario). 21 de noviembre de 2006.
“Gandhi, un fracasado con éxito”, en DIARIO SUR (Periódico diario). 30 de enero de 2007.